# Gerhard

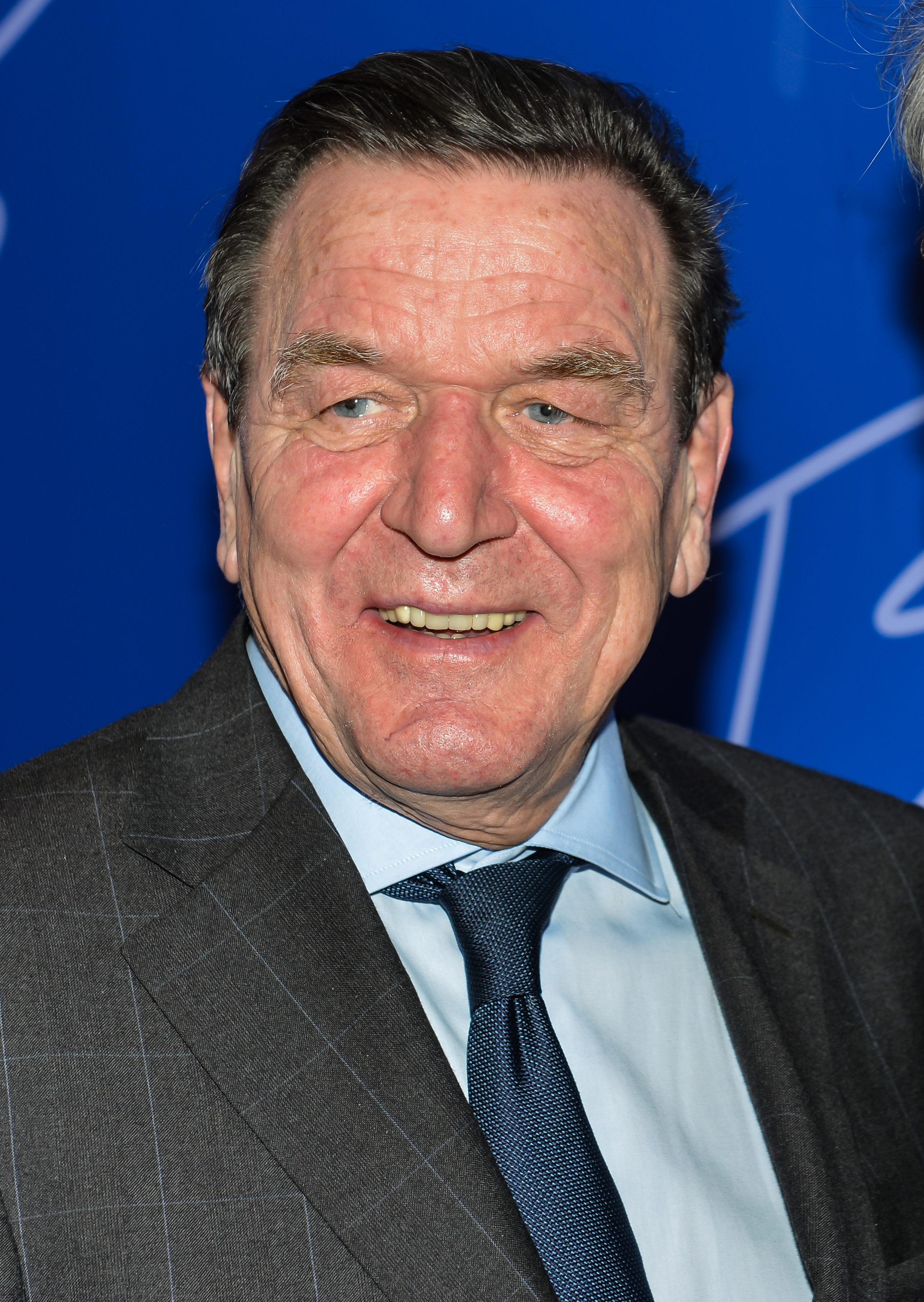
Gerhard Schröder, 2014.

Gerhard är ett mansnamn med tyskt ursprung. Bildat av forntyska ger - spjut och harti - hård. 
I almanackan kom det in 1751 till minne av Ungerns apostel sankt Gerhard som led martyrdöden på 1000-talet. I Ungern heter han Gellert, Gerard är den engelska varianten och den franska är Gérard.
Namnet var populärt under de första årtiondena av 1900-talet, men är just nu[när?] mycket ovanligt. 
Den 31 december 2012 fanns det totalt 6 644 personer i Sverige med namnet Gerhard, varav 913 med det som förstanamn/tilltalsnamn . Det finns också 33 personer som har det som efternamn.
År 2003 fick 17 pojkar namnet, men ingen fick det som tilltalsnamn.
Namnsdag: 24 september (sedan 1753). I den finlandssvenska namnsdagslängden har Gerhard namnsdag 2 januari sedan 1950.

## Personer med förnamnet Gerhard/Gerard
- Little Gerhard (född 1934), egentligen Karl-Gerhard Lundkvist, svensk rocksångare
- Gerhard Bendz (1908–1985), språkforskare, känd från TV-programmet "Fråga Lund"
- Gerard Butler (född 1969), skotsk skådespelare
- Gérard Depardieu (född 1948), fransk skådespelare
- Gerhard Domagk (1895–1964), tysk bakteriolog, nobelprostagare 1939
- Gerhard Grimmer (född 1943), östtysk längdskidåkare
- Gérard Houllier (1947–2020), fransk fotbollstränare
- Gerhard Munthe (1849–1929), norsk konstnär
- Gérard Philipe (1922–1959), fransk skådespelare
- Gerhard von Scharnhorst (1755–1813), preussisk militär
- Gerhard Schröder, (född 1944) tysk politiker,  förbundskansler
- Gerhard Schröder (utrikesminister), (1910–1989), västtysk politiker
- Gerhard Siedl (1929–1998), tysk fotbollsspelare
- Gerard Way (född 1977), amerikansk rocksångare

### Fiktiva personer med förnamnet Gerhard
- Gerhard Gram, person i Arne Garborgs roman Trætte mænd från 1891

## Personer med efternamnen Gerhard, Gerhardt eller Gerrard
- Adam Anthon Gerhardt (1705–1749), tysk-svensk böss- och pistolsmed
- Carl Jakob Adolf Christian Gerhardt (1833–1902), tysk läkare
- Charles Frédéric Gerhardt (1816–1856), fransk kemist
- Eduard Gerhard (1795–1867), tysk arkeolog
- Elena Gerhardt (1883–1961), tysk sångerska
- Fatima Gerhard (Svendsen, Ekman) (född 1944), svensk textilkonstnär
- Johann Gerhard (1582–1637), tysk teolog
- Julius Gerhardt (1827–1912), tysk entomolog och botaniker
- Karl Gerhard (1891–1964), svensk revyartist och teaterdirektör
- Lisa Gerrard (född 1961), australisk musiker, sångerska och kompositör
- Nikolaj Gerhard (1838–1929), rysk ämbetsman
- Ola Gerhardt (1920–2006), svensk spelman, konstnär och författare
- Paul Gerhard (1931–2021), svensk konstnär
- Paul Gerhardt (1607–1676), tysk diktare, lärare och präst
- Per Gerhard (1924–2011), svensk teaterman
- Rainer Maria Gerhardt (1927–1954), tysk författare
- Robert (Roberto) Gerhard (1896–1970), spansk (katalansk) tonsättare
- Steven Gerrard (född 1980), brittisk fotbollsspelare
- Åke Gerhard (1921–2009), svensk musiker (pseudonym)